# Ranunculus montanus
Il ranuncolo montano (nome scientifico Ranunculus montanus Willd, 1799) è una pianta appartenente alla famiglia delle Ranunculaceae, comune nei prati alpini di alta quota.

## Etimologia
Il nome generico (Ranunculus), passando per il latino, deriva dal greco Batrachion, e significa “rana” (è Plinio scrittore e naturalista latino, che c'informa di questa etimologia) in quanto molte specie di questo genere prediligono le zone umide, ombrose e paludose, habitat naturale degli anfibi. L'epiteto specifico (montanus) fa riferimento alle zone del suo tipico habitat.

Il binomio scientifico attualmente accettato (Ranunculus montanus) è stato proposto dal botanico, farmacista emicologo tedesco 
Carl Ludwig Willdenow (Berlino, 22 agosto 1765 – Berlino, 10 luglio 1812) in una pubblicazione del 1799.

## Descrizione

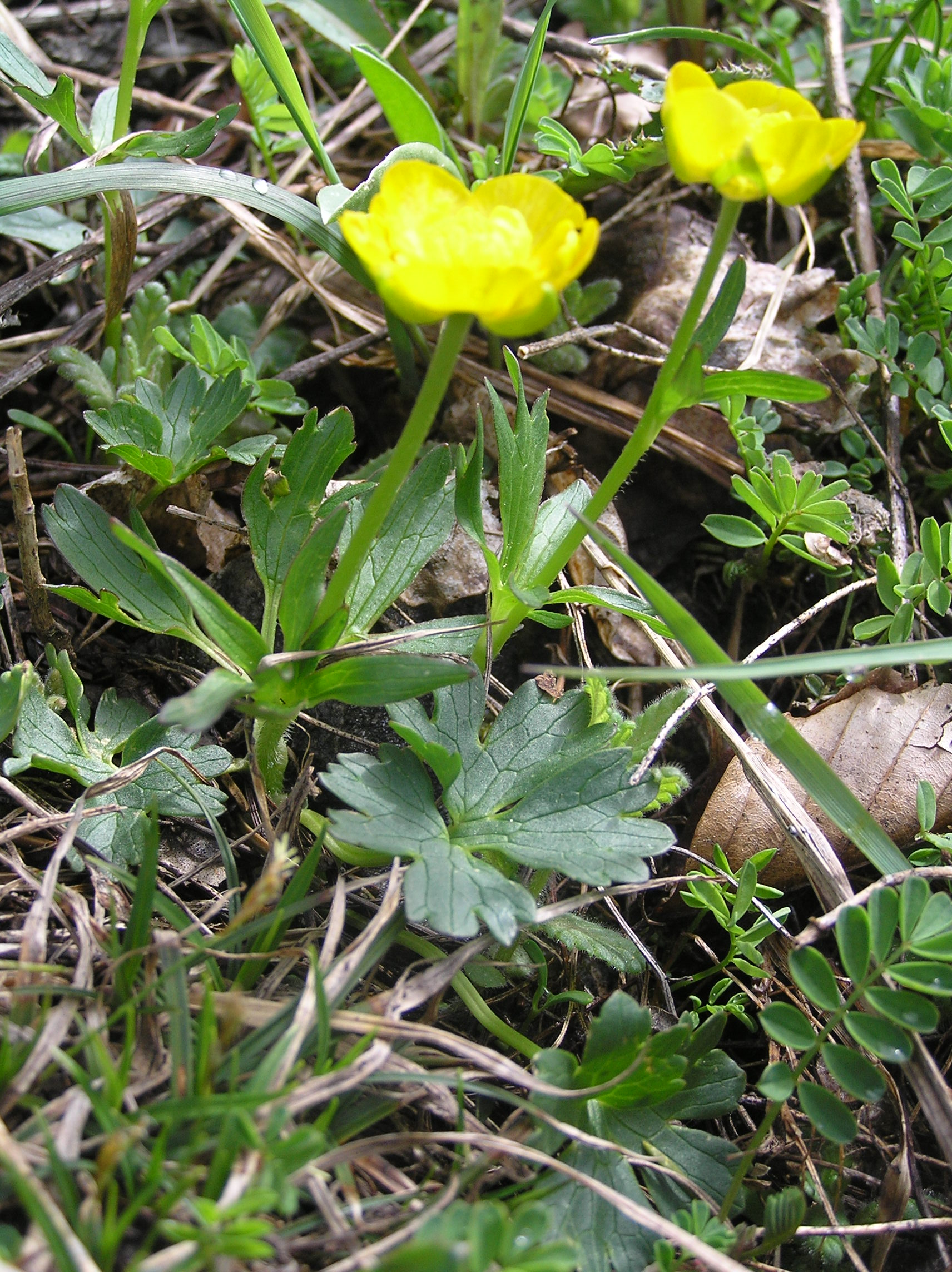
Il portamento

È una pianta perenne e erbacea terrestre la cui altezza media oscilla tra 5 e 40 cm. Queste piante sono definite emicriptofite scapose (H scap), ossia piante con gemme svernanti al livello del suolo e protette dalla lettiera o dalla neve. Tutta la pianta è priva di cellule oleifere.

### Radici
Le radici sono secondarie da rizoma.

### Fusto
- Parte ipogea: la parte sotterranea consiste in un breve rizoma non fibroso.
- Parte epigea: i fusti aerei di queste piante sono a portamento eretto, ascendente e a forma cilindrica. Può essere pubescente nella parte basale.

### Foglie

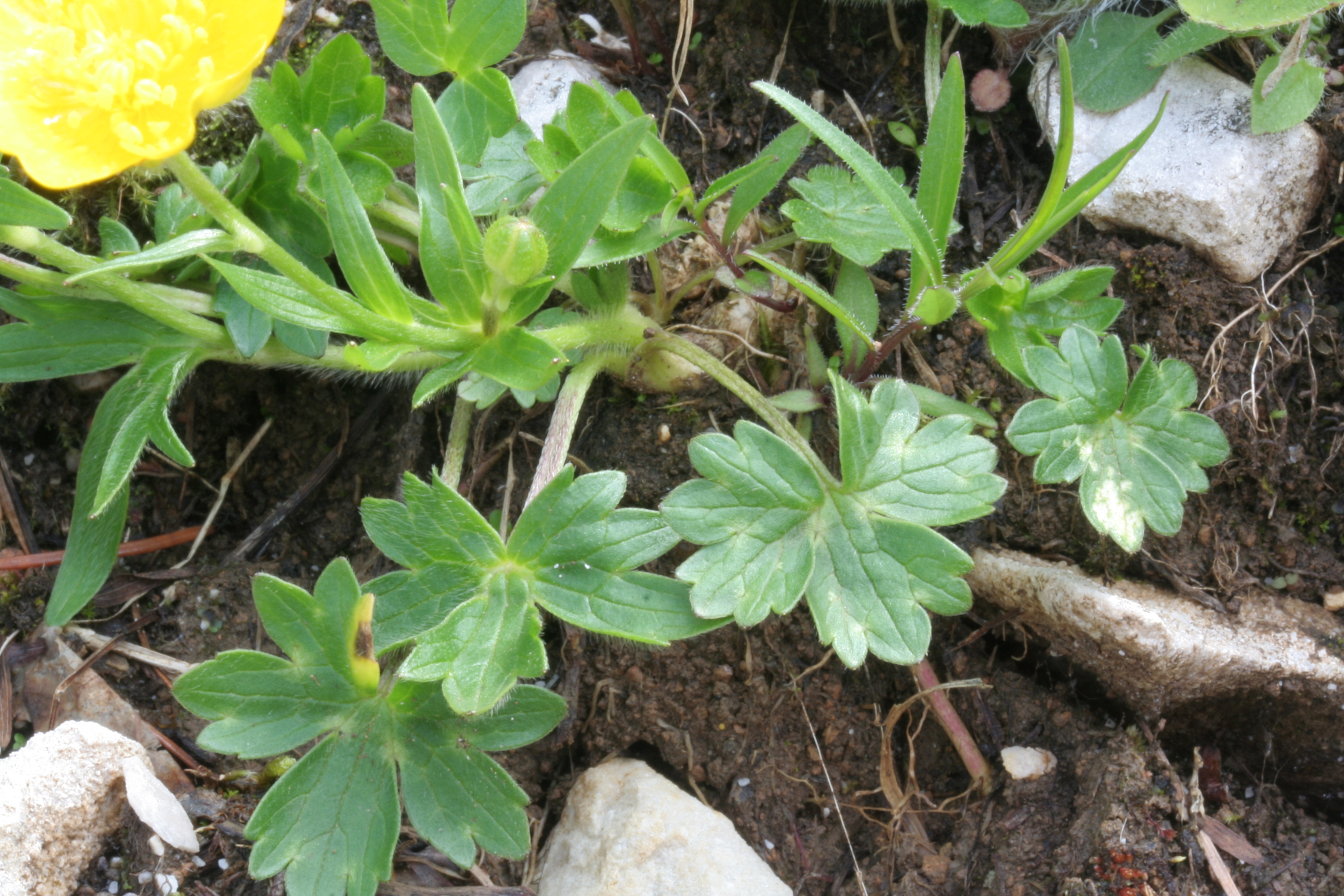
Le foglie. Località: La Faverghera (BL), 1413 m s.l.m. - 18/06/2008

- Foglie basali: le foglie basali sono picciolate, poco pelose ed hanno una forma palmato-partita. I vari segmenti (da 3 a 5) sono divisi in modo incompleto (da ½ a 4/5 della lamina) e sono dentati o lobati. La lamina è sfumata di chiazze biancastre. Dimensione del picciolo: 3 – 10 cm.
- Foglie cauline: le foglie cauline sono poche (1 – 3). La forma è spesso ridotta a delle lacinie lineari-lanceolate.

### Infiorescenza

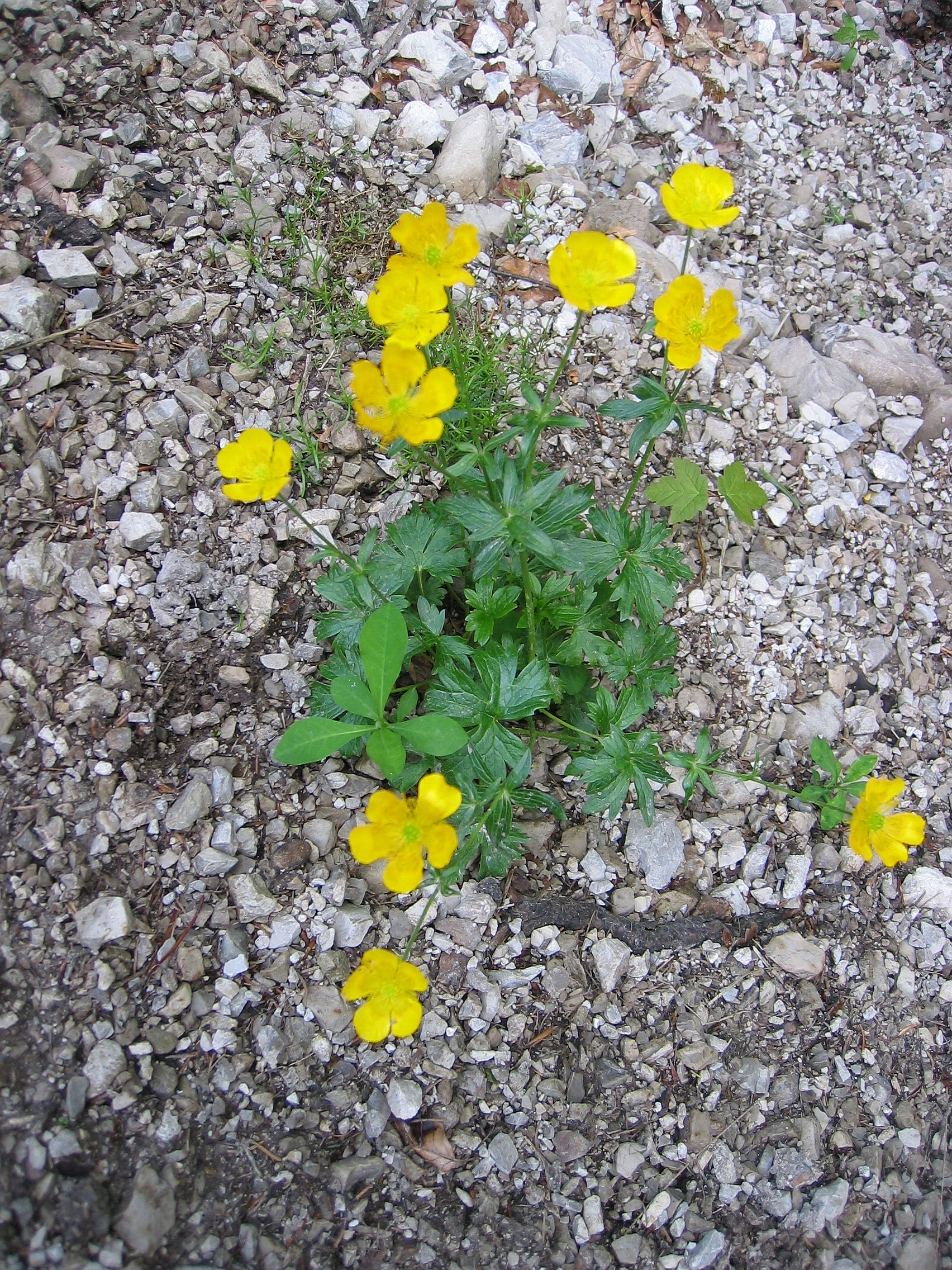
Infiorescenza

L'infiorescenza è composta da fiori terminali e solitari (uno per ogni peduncolo). Il peduncolo è cilindrico. Dimensione dei fiori: 2 – 4 cm.

### Fiore

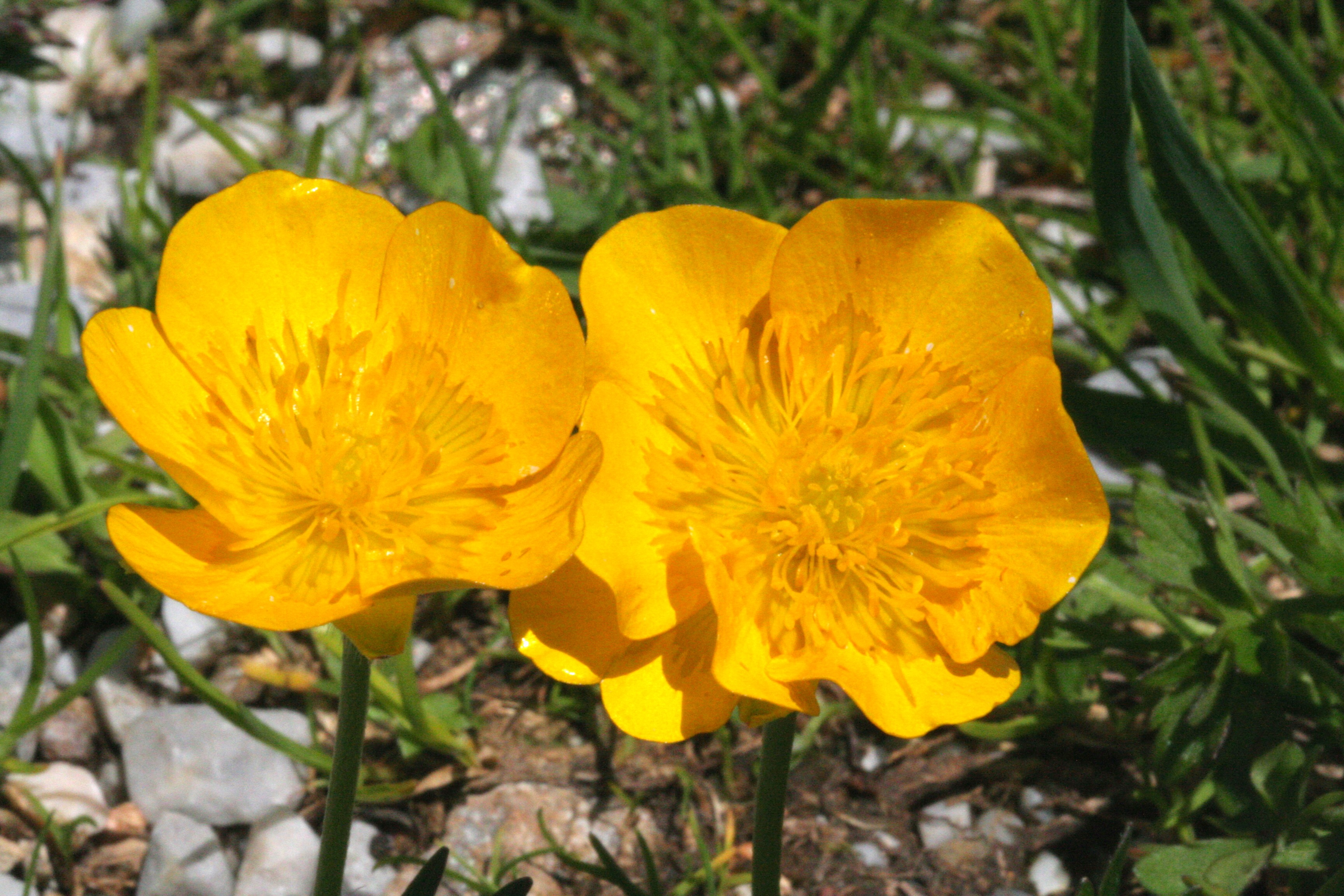
I fiori. Località: Sorgenti del Piave, Sappada (BL), 1820 m s.l.m. - 18/06/2009

I fiori sono ermafroditi, emiciclici, attinomorfi. I fiori sono di tipo molto arcaico anche se il perianzio(o più esattamente il perigonio) di questo fiore è derivato dal perianzio di tipo diploclamidato (tipico dei fiori più evoluti), formato cioè da due verticilli ben distinti e specifici: sepali e petali. Il ricettacolo (supporto per il perianzio) è glabro. Dimensione del fiore: 20 – 30 mm.
- Formula fiorale: per queste piante viene indicata la seguente formula fiorale:

* K 5, C 5, A molti, G 1-molti  (supero), achenio
- Calice: il calice è formato da 5 sepali pelosi, brunastri a disposizione embricata. In realtà i sepali sono dei tepali sepaloidi[6]. Alla fioritura sono disposti in modo patente e sono appressati ai petali; poi sono caduchi. Dimensione dei sepali: larghezza 3 mm; lunghezza 7 mm.
- Corolla: la corolla è composta da 5 petali di colore giallo-dorato lucente; la forma è “cuoriforme” o oblanceolata; alla base dal lato interno è presente una fossetta nettarifera (= petali nettariferi di derivazione staminale). In effetti anche i petali della corolla non sono dei veri e propri petali: potrebbero essere definiti come elementi del perianzio a funzione vessillifera[7]. Lunghezza dei petali: 10 – 18 mm.
- Androceo: gli stami, inseriti a spirale nella parte bassa sotto l'ovario, sono in numero indefinito e comunque più brevi dei sepali e dei petali; la parte apicale del filamento è lievemente dilatata sulla quale sono sistemate le antere bi-logge, di colore giallo a deiscenza laterale. Al momento dell'apertura del fiore le antere sono ripiegate verso l'interno, ma subito dopo, tramite una torsione, le antere si proiettano verso l'esterno per scaricare così il polline lontano dal proprio gineceo evitando così l'autoimpollinazione. Il polline è tricolpato (caratteristica tipica delle Dicotiledoni).
- Gineceo: l'ovario è formato da diversi carpelli liberi uniovulari; sono inseriti a spirale su un ricettacolo; gli ovuli sono eretti e ascendenti. I pistilli sono apocarpici (derivati appunto dai carpelli liberi).
- Fioritura: da giugno ad agosto.

### Frutti
I frutti sono degli acheni lisci e glabri a forma ovata o subsferica; sono molto numerosi, appiattiti, compressi e con un rostro o becco apicale (lunghezza del becco: da 1/6 a 1/10 del totale). Ogni achenio contiene un solo seme. Insieme formano una testa sferica posta all'apice del peduncolo fiorale (un poliachenio). Dimensione degli acheni: 3 mm.

## Riproduzione
La riproduzione di questa pianta avviene per via sessuata grazie all'impollinazione degli insetti pronubi (soprattutto api) in quanto è una pianta provvista di nettare (impollinazione entomogama).

## Distribuzione e habitat
- Geoelemento: il tipo corologico (area di origine) è Endemico - Alpico.
- Distribuzione: questo ranuncolo si trova comunemente negli Appennini (Toscana) e su tutte le Alpi (escluse le provincie di VC e NO); è comune anche sui versanti a nord delle Alpi, e nel Massiccio del Giura.
- Habitat: l'habitat tipico sono i prati falciati e concimati, zone boschive ma anche antropiche. Il substrato preferito è sia calcareo che calcareo/siliceo con pH basico-neutro, alti valori nutrizionali del terreno che deve essere mediamente umido.
- Distribuzione altitudinale: sui rilievi queste piante si possono trovare da 1000 fino a 2500 m s.l.m.; frequentano quindi i seguenti piani vegetazionali: montano, subalpino e alpino.

### Fitosociologia
Dal punto di vista fitosociologico la specie di questa voce appartiene alla seguente comunità vegetale:
Formazione: delle comunità delle praterie rase dei piani subalpino e alpino con dominanza di emicriptofite
Classe: Elyno-Seslerietea variae

## Tassonomia
Il genere Ranunculus è un gruppo molto numeroso di piante comprendente oltre 400 specie originarie delle zone temperate e fredde del globo, delle quali quasi un centinaio appartengono alla flora spontanea italiana. La famiglia delle Ranunculaceae invece comprende oltre 2500 specie distribuite su 58 generi. 

Le specie spontanee della nostra flora sono suddivise in tre sezioni (suddivisione a carattere pratico in uso presso gli orticoltori organizzata in base al colore della corolla): Xanthoranunculus – Batrachium – Leucoranunculus. La specie Ranunculus montanus appartiene alla prima sezione (Xanthoranunculus) caratterizzata dall'avere la corolla gialla.

Un'altra suddivisione, che prende in considerazione caratteristiche morfologiche ed anatomiche più consistenti, è quella che divide il genere in due sottogeneri (o subgeneri), assegnando il Ranunculus montanus al subgenere Ranunculus, caratterizzato da piante con fusti eretti (e quindi forniti di tessuti di sostegno), peduncoli dell'infiorescenza eretti alla fruttificazione, lamina fogliare ben sviluppata e petali gialli o bianchi (l'altro subgenere Batrachium è dedicato soprattutto alle specie acquatiche).

Il numero cromosomico di R. montanus è: 2n = 16, 32.

### Variabilità
La specie montanus del genere Ranunculus è assai polimorfa. Fino a metà del secolo scorso le sue diverse sottospecie erano considerate delle varietà. Ultimamente in base alle ricerche di alcuni botanici si è potuto definire meglio i diversi caratteri morfologici, la distribuzione, ma anche i rapporti filogenetici tra le varie unità. Si è potuto così istituire il “Gruppo di R. montanus” basato su un'unica serie poliploide composta da 8 specie distinte. Qui di seguito sono descritti brevemente i vari componenti di questo gruppo (sono evidenziate soprattutto le caratteristiche morfologiche più significative per individuare le varie specie): 
- le foglie basali sono glabre;

- gli acheni hanno il becco lungo da 1/3 a 1/4 del totale;

R. clethraphilus Litard. - R. montano di Corsica; è un endemismo della Corsica;
- gli acheni hanno il becco lungo da 1/6 a 1/10 del totale;

R. carinthiacus Hoppe - R. di Carinzia: le foglie basali sono completamente divise in 3 segmenti; le lacinie delle foglie cauline sono lunghe 10 – 20 volte la loro larghezza; si trova nelle Alpi Orientali;
R. montanus Willd. - R. montano: le foglie basali sono divise in 3 - 5 segmenti e al massimo ai 4/5 della lamina; le lacinie delle foglie cauline sono lunghe 5 - 8 volte la loro larghezza; è comune su tutto l'arco alpino;
- le foglie basali sono pubescenti; gli acheni hanno il becco lungo da 1/3 a 1/5 del totale;

R. pollinensis (Terr.) Chiov. - R. di pollino: le foglie basali hanno dei segmenti separati da un ampio seno; le lacinie delle foglie cauline sono lunghe 10 volte la loro larghezza; l'infiorescenza è uniflora; si trova negli Appennini centrali e meridionali;
R. aduncus G. & G. - R. adunco: le foglie basali hanno dei segmenti separati da strette incisioni; le lacinie delle foglie cauline sono lunghe 5 - 8 volte la loro larghezza; l'infiorescenza è multiflora; si trova nelle Alpi Cozie e Marittime;
- le foglie basali sono pubescenti; gli acheni hanno il becco lungo da 1/5 a 1/10 del totale;

- il contorno delle foglie basali è circolare;

R. apenninus Chiov. - R. dell'Appennino: è comune negli Appennini;
- il contorno delle foglie basali è pentagonale;

- le lacinie delle foglie cauline sono lunghe 10 – 20 volte la loro larghezza; il ricettacolo è pubescente;

R. breyninus Bieb. - R. orofilo: ha una distribuzione discontinua tra le Alpi e gli Appennini;
- le lacinie delle foglie cauline sono lunghe 5 - 8 volte la loro larghezza; il ricettacolo è glabro (è presente un ciuffo di peli al centro);

R. venetus Huter - R. veneto: la lamina delle foglie giovani inizialmente è rivolta all'ingiù; si trova nella parte orientale delle Alpi;
R. grenieranus Jordan - R. di Grenier: la lamina delle foglie giovani è sempre eretta; si trova nelle Alpi occidentali e centrali.
Tutte queste specie non scendono al di sotto dei 1000 m s.l.m..

### Sinonimi
La specie di questa voce ha avuto nel tempo diverse nomenclature. L'elenco che segue indica alcuni tra i sinonimi più frequenti:
- Ranunculastrum gracile Fourr. (1868)
- Ranunculus geraniifolius Pourr.
- Ranunculus gracilis Schleicher
- Ranunculus hornschuchii Hoppe
- Ranunculus nivalis Crantz, non L.
- Ranunculus rigoi Heuter
- Ranunculus villarsii DC.

### Specie simili
Il “Gruppo di R. montanus” con le sue 8 specie è senz'altro un insieme di unità molto simili e di difficile separazione; si distinguono sia per le foglie radicali (più o meno divise in lobi e glabre/pubescenti) che per quelle cauline (più o meno strette), ma anche per il becco dell'achenio più o meno lungo (caratteristica a volte di difficile rilievo).

## Usi

### Farmacia
Queste piante contengono l'anemonina; una sostanza particolarmente tossica per animali e uomini. Infatti gli erbivori brucano le foglie di queste piante con molta difficoltà e solamente dopo una buona essiccazione (erba affienata) che fa evaporare le sostanze più pericolose. Anche le api evitano di bottinare il nettare dei “ranuncoli”. Sulla pelle umana queste piante possono creare delle vesciche (dermatite); mentre sulla bocca possono provocare intenso dolore e bruciore alle mucose.

### Giardinaggio
Sono piante rustiche di facile impianto per cui spesso sono coltivate nei giardini rustici o anche alpini.